# Patagonium grandifolium
Patagonium grandifolium là một loài thực vật có hoa trong họ Đậu. Loài này được (Gillies ex Hook. & Arn.) Kuntze mô tả khoa học đầu tiên năm 1891.